# Мерле Фромс
Мерле Фромс (нім. Merle Frohms; нар. 28 січня 1995, Целле, Німеччина) — німецька футболістка, воротар клубу німецької Бундесліги «Фрайбург».

## Клубна кар'єра
Народилася в місті Целле, Нижня Саксонія. Футболом розпочала займатися в місцевому клубі «Фортуна». В жовтні 2010 року підписала 1-річний контракт (на сезон 2011/12 років) з «Вольфсбургом».
Виступала за команду U-17, а по завершенні сезону завдяки впевненій грі прийняла пропозицію від керівництва клубу пропозицію продовжити контракт ще на 2 роки. У сезоні 2012/13 років головний тренер «Вольфсбурга» Ральф Келерманн почав залучати Мерле до тренувань першої команди, а 9 грудня 2012 року воротарка дебютувала в Бундеслізі, в переможному (3:0) поєдинку проти «Гютерсло 2009». Того сезону боролася за місце основного воротаря, при цьому «Вольфсбург» здобув 3 трофеї: чемпіонат, кубок країни та Лігу чемпіонів.
Починаючи з наступного сезону виступала за другу команду «Вольфсбурга» в Другій Бундеслізі-«Північ», де була дублером Альмуц Шульц. У складі «Вольфсбурга» знову виграла чемпіонат та Лігу чемпіонів, незважаючи на те, що Келлерманн не випустив її в жодному з матчів у вище вказаних турнірах.
У червні 2014 року продовжила контракт з клубом на два роки. Протягом цих двох сезонів «Вольфсбург» посідав друге місце в чемпіонаті, програючи чемпіонство мюнхенській «Баварії». Проте її команда виграла два кубки Німеччини, обігравши у фінальному матчі «Турбіне» (Потсдам) (3:0), а наступного — «Санд» (2:1).
По завершенні сезону продовжила контракт з клубом ще на один сезон, разом з яким оформила «золотий дубль» (виграла національний чемпіонат та кубок країни).
У 2018 році погодилася на перехід у «Фрайбург».

## Кар'єра в збірній
До складу юнацьких збірних Німеччини викликалася з 2010 року, зіграла по два поєдинки за команду WU-15 та WU-16. 16 грудня 2010 року отримала виклик на матчі проти дівочої (WU-17) та молодіжної (WU-19) збірних Ізраїлю, в обох з яких Німеччини здобула перемогу з рахунком 5:0. У фінальному поєдинку Чемпіонату Європи Wu-17 2012 року в серії післяматчевих пенальті відбила два удари у виконанні збірної Франції. Учасниця чемпіонату світу WU-17, де німкені вийшли до півфіналу, проте поступилися Південній Кореї (1:2). У 2013 році Фромс допомогла молодіжній збірній Німеччини WU-19 вийти до фінальної частини чемпіонату Європи в Уельсі, де зіграла два матчі, а німкені вийшли до півфіналу.
У складі жіночої молодіжної збірної Німеччини (WU-20) дебютувала 3 березня 2014 року на Турнірі шістьох націй у Ла-Манзі в переможному (4:2) поєдинку проти одноліток з Англії. У футболці збірної поїхала на молодіжний чемпіонат світу, який проходив з 5 по 24 серпня 2014 року в Канаді, де виходила на поле в поєдинку 3-о туру групового етапу та в переможному (1:0, додатковий час) фінальному поєдинку проти Нігерії.
У футболці національної збірної Німеччини дебютувла 6 жовтня 2018 року в Ессені в переможному (3:1) товариському поєдинку проти Австрії. Мерле вийшов на поле на 46-й хвилині, замінивши Лізу Шмітц.
На Чемпіонат світу 2019 року головний тренер національної збірної Німеччини Мартіна Фосс-Текленбург викликала Мерле до табора збірної як третього воротаря.

## Досягнення

### Клубні
«Вольфсбург»
- Бундесліга
  -  Чемпіон (3): 2012/13, 2013/14, 2016/17

- Кубок Німеччини
  -  Володар (4): 2012/13, 2014/15, 2015/16, 2016/17

- Ліга чемпіонів УЄФА
  -  Чемпіон (2): 2012/13, 2013/14

### Національні
- Жіночий чемпіонат світу (U-20)
  -  Володар (1): 2014

- Жіночий чемпіонат Європи
  -  Володар (1): 2012